# Cueva de los Pincheira
La cueva de los Pincheira es una cavidad natural situada a unos 65 kilómetros al oriente de Chillán, Región de Ñuble, Chile. Es famosa por haber sido el escondite de los hermanos Pincheira, líderes guerrilleros por la causa realista durante la guerra de independencia de Chile. Actualmente, la cueva es un atractivo turístico.
La cueva se encuentra en las laderas de la Cordillera de los Andes cerca de la Laguna Huemul. En la década de 1820, esta cueva fue uno de los principales campamentos de los hermanos Pincheira junto con otros lugares también cercanos a Chillán. Se estima que alrededor de un millar de personas se refugiaron en esta cueva durante el apogeo de los hermanos Pincheira. Durante el siglo XX permaneció en estado de abandono hasta principios de siglo XXI, cuando se convirtió en un punto turístico.
La tradición local dice que una mula blanca aparece durante la noche en la pequeña cascada de la cueva. Supuestamente, esta mula muestra la ruta a los tesoros escondidos de los hermanos Pincheira. También existen rumores de que poco antes de la mañana se puede escuchar un carro cerca de la cueva y junto con el carro se logran escuchar gritos de mujeres cautivas por los Pincheira.